# Валтенхаузен
Валтенхаузен (њем. Waltenhausen) општина је у њемачкој савезној држави Баварска. Једно је од 34 општинска средишта округа Гинцбург. Према процјени из 2010. у општини је живјело 721 становника. Посједује регионалну шифру (AGS) 9774192.

## Географски и демографски подаци
Валтенхаузен се налази у савезној држави Баварска у округу Гинцбург. Општина се налази на надморској висини од 547 метара. Површина општине износи 13,4 km². У самом мјесту је, према процјени из 2010. године, живјело 721 становника. Просјечна густина становништва износи 54 становника/km².